# Stéphane Rozès
Pour la commune française, voir Rozès.
Ne doit pas être confondu avec Patrick Lozès.
Stéphane Rozès, né le 22 avril 1957 à Paris, est un essayiste français.

## Biographie

### Jeunesse, engagements politiques et formation
Issu d'un milieu « plutôt bourgeois », fils d'un directeur commercial et d'une directrice d'école, Stéphane Rozès naît en 1957 dans le 15e arrondissement de Paris. Il fait ses classes au collège Stanislas de Paris, puis au pensionnat Saint-Aspais de Fontainebleau.
Après une jeunesse marquée par le catholicisme — scoutisme, retraites chez les bénédictins —, il milite à la Ligue communiste révolutionnaire (LCR) du milieu des années 1970 au milieu des années 1980, puis au Parti socialiste. En 2011, il participe à la fondation du Mouvement des citoyens (MDC). En novembre 2017, il rendra d'ailleurs un hommage à Max Gallo, ex-président de la fondation du Mouvement des citoyens, autour du thème de « la fierté d'être français ». 
Durant ses études supérieures, il obtient une maîtrise en administration économique et sociale et un diplôme d'études approfondies en philosophie politique. Il est également diplômé de Sciences Po Paris (section Politique, économique et sociale, promotion 1984) et certifié en sciences économiques et sociales.

### Carrière professionnelle
Passé par l'institut BVA, il est formé à la Sofres par Jérôme Jaffré puis dirige les études d'opinion et corporate à l’Institut CSA en 1991. Il y reste dix-sept ans et en devient directeur général jusqu'en 2009. De 1991 à 2009, il a dirigé les opérations d'estimation de CSA et animé les soirées électorales sur France 3 et France Inter. 
À la mi-février 1995, il est le premier sondeur à annoncer la victoire au sein de la droite de Jacques Chirac sur Édouard Balladur. À l'initiative d'un baromètre sur les mouvements sociaux, il fut le premier à mesurer avec celui-ci le soutien des deux tiers des Français au mouvement social de 1995. Avec le sociologue du travail Henri Vacquin, il utilise alors l’expression « grève par procuration » de l'opinion publique, expression qui rencontre un grand succès.
En 2000-2001, il prévoit la victoire de Jacques Chirac sur Lionel Jospin. Le 28 mars 2005, il est également le premier sondeur à prévoir la victoire du « non » au référendum sur la constitution européenne dans un sondage CSA pour Le Parisien, après une baisse spectaculaire du « oui » à la suite du débat sur la directive Bolkestein.
Il a travaillé confidentiellement avec des hommes politiques de bords différents, des communistes à Philippe de Villiers, en passant par Claude Chirac au décès de Jacques Pilhan, Nicolas Sarkozy ou encore François Hollande. Au total, comme sondeur puis consultant, il a travaillé pour 16 candidats lors de quatre élections présidentielles, parmi lesquels les candidats victorieux Jacques Chirac en 1995 et 2002, Nicolas Sarkozy en 2006-2007 et François Hollande en 2012, figurant comme consultant dans les comptes de campagne.
Il préside depuis 2009 la société de conseils en stratégie d'opinion, de marque et de conduite du changement, Cap (Conseils, analyses et perspectives). Elle « conseille essentiellement les dirigeants des entreprises, des collectivités ou des États [sic] ». De 2009 à 2015, il a notamment été expert opinion et image de la principauté de Monaco.
Il a également été nommé expert national pour le grand débat sur la transition énergétique et pour la consultation planétaire sur la lutte contre le réchauffement climatique[réf. nécessaire] dans le cadre de la Cop21 à Paris en 2015.

### Autres activités
Il est maître de conférences associé à Sciences Po Paris depuis 1991 où il a enseigné les sciences sociales et, aujourd'hui, « Le poids de l'image et de l'opinion dans la décision des acteurs économiques et politiques ». Il a donné des cours à l'École des hautes études commerciales de Paris (HEC) de 2009 à 2012 sur « Le capital immatériel et l'image des entreprises ».
Il intervient dans les médias audiovisuels et la presse écrite sur les questions politiques, économiques, sociales et sociétales. Il a été éditorialiste à BFM Business, France Inter, Public Sénat et France Culture (« Le monde selon Stéphane Rozès »). Le 2 mars 1998, il est l'un des membres fondateurs de la fondation Marc-Bloch. Au même moment, il est actionnaire de Politique opinion, dirigé par Patrick Buisson, et chroniqueur dans son émission sur LCI . Il est depuis 2013 membre du conseil d'orientation d'Aspen France et membre fondateur d'Anima Mundi. Il est membre du Cercle Montesquieu, du Forum au Collège des Bernardins[source insuffisante] et du conseil scientifique de l'Institut Rousseau.
Il a participé à plusieurs ouvrages collectifs sur la société française, les questions européennes et internationales. Il livre des contributions à la revue Le Débat. Il contribue également de manière ponctuelle à des revues comme Études et Commentaire.  Il rédige actuellement un ouvrage à paraître[Quand ?] chez Gallimard sur l'« imaginaire français ».

### Vie privée
Père de deux enfants, il vit à Bourg-la-Reine, dans les Hauts-de-Seine. Il a réchappé d'un « cancer tenace » en 2002. C'est un adepte de la course de fond et un féru de l'œuvre de Bach.

## Publications

### En collaboration
- Avec Noël Barbe et Jean-Christophe Bailly (photogr. Jacqueline Salmon), Saline royale d'Arc-et-Senans : cité des utopies, Besançon, Le Sekoya, 2012, 143 p. (ISBN 978-2-84751-110-9, BNF 42708708)
- Avec Arnaud Benedetti, Chaos : essai sur les imaginaires des peuples, éditions du Cerf, 2022, 224 p. (ISBN 978-2-204-14947-1)

### Participations
- La Société des marques (SDM), ouvrage collectif sous la direction de Denis Gancel et Gilles Déléris, avec Sybille Bellamy Braun, Marcel Botton, Alain Bublex, François Burkhardt, Grégoire Champetier, François Chaslin, Dominique Perrault, Pascal Perri et Stéphane Rozès, 2015, 234 p.  (ISBN 978-2889182114)
- Dominique Paillé (dir.), Stéphane Rozès, Anne-Marie Idrac, Christian Estrosi et al., La République des solutions : l'état de la France : pour un discours de vérité à l'usage de nos concitoyens ; état de l'opinion, emploi, éducation, santé, sécurité, environnement..., Saint-Malo, Galodé, coll. « La République des solutions », 2012, 251 p. (ISBN 978-2-35593-182-6, BNF 42664292)
- La Souveraineté, l'Europe et le Peuple, avec l'Association des amis de Coralie Delaume, avril 2023, Éditions Michalon, 240 p.  (ISBN 978-2-347-00248-0)[15]

### Préfaces
- Jean de Legge, Les Propagandes nécessaires : éloge critique de la communication locale, Paris, Le Cherche midi, coll. « Documents : société », 2014, 214 p. (ISBN 978-2-7491-3308-9, BNF 43758513)
- Kamel Bencheikh, L'Islamisme ou la crucifixion de l'Occident : anatomie d'un renoncement, éditions Frantz Fanon, 2024 (ISBN 9-789-9315-7286-2)

### Articles
- Pour Le Débat[16]